# Ауэрбах, Франк
Франк Гельмут Ауэрбах (нем. и англ. Frank Helmut Auerbach; 29 апреля 1931, Берлин, Веймарская республика — 11 ноября 2024, Лондон) — британский художник. Считается ярким представителем лондонского авангарда.

## Биография
Ф. Ауэрбах родился в еврейской семье в Берлине, где его отец Макс Ауэрбах, патентный адвокат, познакомился с его будущей матерью Шарлоттой Норой Бурхардт, изучавшей искусство. 4 апреля 1939 года Франк и ещё четыре школьника при поддержке писательницы А. Ориго были эвакуированы по программе «Киндертранспорт» в Англию. Родители остались в Германии и в 1942 году погибли в концентрационном лагере. Франк получил образование в школе-интернате Фавершем в графстве Кент.
В 1947 году он окончил с отличием школу и получил британское гражданство. Играл небольшие роли в театрах «Тависток», «Факел», «Юнити» и в «Театре Двадцатого Века». В 17 лет он уже играет у Питера Устинова в его пьесе «Дом сожалений», где знакомится с актрисой-любительницей, 32-летней Эстеллой Уэст, которая будет впоследствии одной из трёх его любимых моделей под инициалами «E. O. W.».
В это же время Франк Ауэрбах посещает класс живописи в художественной школе Сент-Мартин в пригороде Хэмпстед Гарден, где его преподаватель — Дэвид Бомберг — познакомил его с техникой Поля Сезанна. Позже он продолжил учёбу в Королевском колледже искусств, который окончил с серебряной медалью.
Первые индивидуальные выставки в Лондоне в 1956 году не принесли никакого успеха; в течение многих лет художник должен был зарабатывать средства к существованию, изготавливая рамы для картин и преподавая живопись. Много лет он делил студию в Кэмдене со своим другом — художником Леоном Коссовым.
Публика и критики резко критиковали его манеру толстых мазков в портретах. Со временем художник добился признания на международной художественной сцене, которое последовало после первой выставки на европейском континенте в 1973 году в Милане. Ауэрбах совершил настоящий прорыв как художник в 1986 году в возрасте 55 лет. За оформление британского павильона на 17-й Венецианской Биеналле вместе с другим признанным мастером немецкого постмодернизма Зигмаром Польке он разделил премию «Золотой лев».
Умер 11 ноябре 2024 года в Лондоне, в возрасте 93 лет.

## Техника живописи
Его работы включают преимущественно женские портреты, групповые портреты и пейзажи в окрестностях Лондона (Кэмден).
Франк Ауэрбах — портретист без особых пристрастий к моделям. Чаще всего он рисует друзей, в большинстве работ он пишет по много раз свою жену, профессиональную модель Джулиет Ярдли Миллз (Juliet Yardley Mills), сокращая её имя как «J. Y. M.», и Эстеллу Уэст — «E. O. W.».
Его портрет «J.Y.M. Seated IV», 1979, выставлялся на международной выставке «Рисуя век: 101 портретный шедевр 1900—2000», состоявшейся в Лондонской Национальной Портретной галерее в 2000—2001 гг., на которой каждому году XX века соответствовал свой портрет (в разделе портретов 1970-х).